# Ismaïl Enver Paixà
Ismaïl Enver (turc otomà: اسماعيل انور) (Istanbul, 22 de novembre de 1881 – 4 d'agost de 1922) conegut generalment com a Enver Paixà (turc: Enver Paşa) o Enver Bey, fou un militar i polític turc cap dels Joves Turcs que van fer la revolució de 1908 i van dirigir l'Imperi fins al 1918.
Va fer estudis militars i es va graduar el 1902; va servir a Macedònia i el 1906 fou destinat a Monastir i es va afiliar al Comitè d'Unió i Progrés conegut com els Joves Turcs, i va ampliar l'organització entre els seus companys.; el juny de 1908, descobert, va fugir a les muntanyes i el van seguir altres oficials. La revolució va esclatar a Salònica el 24 de juliol de 1908 i en va esdevenir un dels caps. El contracop de 31 de març de 1909 fou avortat amb la seva participació activa.
Enviat a Berlín com agregat militar va convidar als alemanys a reformar l'exèrcit turc. El 1911 els italians van envair la província de Tarabulus o Trípoli de Barbaria i va començar la guerra; Enver va abandonar Berlín i va marxar a Líbia i per mèrits de guerra va ascendir a tinent coronel el 5 de juny de 1912. Al congrés de l'organització Comitè Unió i Progrés fet a Istanbul va aconseguir el càrrec de secretari general pel seu amic Talat Pasha. El 23 de gener de 1913 va dirigir els soldats que es van presentar a la Sublim Porta i van obligar el gran visir Kıbrıslı Mehmed Kâmil Paşa a dimitir establint el règim de dictadura militar dirigit per Mahmud Şevket Paşa. El nou govern va tenir Enver com a ministre de la guerra. Va assistir a les negociacions de pau de Londres i va haver de signar el tractat de Londres, desfavorable per l'Imperi Otomà. Però a la segona guerra dels Balcans va recuperar Edirne (juliol de 1913) i Enver Bey va esdevenir Enver Pasha. Des de llavors la política turca va estar en mans dels anomenats tres paixàs: Enver Paşa, Mehmet Talat Paşa i Cemal Paşa.
El 4 de gener de 1914 va ascendir a general. Poc després fou confirmat com a ministre de guerra en el gabinet de Sait Halim Pasha, i es va casar amb una princesa otomana (Emine Naciye Sultan, filla del príncep Sulayman). Fou partidari de l'aliança amb Alemanya i va reformar l'exèrcit fins on va poder. El 29 d'octubre Turquia va entrar de facto a la guerra amb els imperis centrals atacant ports russos de la mar Negra i Rússia va declarar la guerra el 2 de novembre i Gran Bretanya el 5 de novembre. L'exèrcit otomà no estava preparat. Els alemanys van haver d'enviar generals com Otto Liman von Sanders, Erich von Falkenhayn, Colmar Freiherr von der Goltz, i Friedrich Freiherr Kress von Kressenstein, i abastir als turcs amb subministraments militars i combustible. Durant la guerra la situació econòmica es va deteriorar, la inflació va créixer molt i el descontentament es va fer general atiat per successives derrotes.
Va ser derrotat personalment al front rus del Caucas a Sarikamish (desembre-gener de 1914) amb pèrdua de 80000 homes. Va aconseguir rebutjar el desembarcament aliat a Gal·lípoli (abril de 1915 a gener de 1916) però ja després tot van ser derrotes; la revolta àrab amb la pèrdua de les ciutats santes i la retirada dels exèrcits otomans arreu (1917) abocaven a l'imperi al desastre, però la revolució russa de 1917 va suposar l'enfonsament del front rus al Caucas. L'1 de gener de 1918 es va signar un tractat d'amistat entre el Comitè Unió i Progrés i els bolxevics i Rússia es va retirar del Caucas. Quan Enver va proposar envair el Caucas els alemanys no li van donar suport. Enver va crear llavors l'Exèrcit Otomà Islàmic que va envair Azerbaidjan. Després va estabilitzar la frontera amb Armènia i va ocupar Trebisonda, en poder dels russos, per marxar contra Geòrgia. A l'Azerbaidjan va entrar a Bakú evacuada pels britànics i els seus aliats locals. Però el 30 d'octubre Turquia va signar l'armistici de Mudros i els turcs es van retirar del Caucas. El dia 4 d'octubre el sultà va cessar Enver com a ministre de guerra i la resta del gabinet de Talat va dimitir el 14 d'octubre. El 16 d'octubre els tres paixàs van fugir a l'estranger (Alemanya).
L'1 de gener de 1919 Enver fou expulsat de l'exèrcit i condemnat per diversos crims entre els quals el genocidi armeni. Els aliats exigiren l'entrega dels tres paixàs que van haver de viure en clandestinitat. Després es va dirigir a Rússia amb Celal Pasha d'on van passar a l'Àsia central. Retornat a Moscou una pana a l'avió el va obligar a aterrar a Lituània i fou detingut (abril de 1919) però fou alliberat i va tornar a Berlín i d'allí a Moscou el gener del 1920. De l'1 al 9 de setembre va assistir al Congrés del Pobles d'Orient organitzat a Bakú sota patronatge bolxevic, en representació dels revolucionaris de Líbia i el Magreb. L'octubre de 1920 es va instal·lar altre cop a Berlín.
El 1921 en plena guerra civil turca, Enver va decidir retornar a Turquia i va anar a Batum però Mustafa Kemal Ataturk no el va voler en les seves files. Va tornar a Moscou on va obtenir suport dels bolxevics i fou enviat per Lenin a Bukharà (octubre) per ajudar a unir els musulmans i aturar revoltes locals contra els elements probolxevics. Els grups amb què es va trobar foren el Partit de la Jove Burkhària d'Othman Khodja, que havia assolit el poder a Bukharà el setembre de 1920, i les tribus lleials a l'emir o kan que formaven bandes irregulars conegudes com a basmatxis, contraris a republicans i bolxevics. Tot i que ben acollit pels delegats d'Othman Khodja, en comptes de donar suport als elements probolxevics va contactar secretament (aprofitant una sortida per una casera) amb els rebels basmatxis i amb alguns seguidors es va passar a aquestos.
El seu projecte era unir als diversos grups rebels sota el seu lideratge i fer una ofensiva contra els bolxevics per aconseguir la creació d'un estat panturc (Panturània). Va aconseguir algunes victòries que el van portar a la direcció de la revolució; va organitzar als rebels de manera efectiva seguint criteris alemanys, i amb un estat major amb uns quants exoficials militars otomans. Va ocupar Duixanbe el 14 de febrer de 1922. Firmava els seus comunicats com "Delegat de l'amir de Bukharà i gendre del califa dels musulmans", o com "Comandant en cap dels exèrcits nacionals del Turquestan, Khivà i Bukharà". Exigia la retirada russa de l'Àsia central. El 28 de juny fou derrotat pels bolxevics a Kafiran i es va haver de retirar cap al sud-est de Duixanbe.
El 4 d'agost de 1922 mentre les seves tropes celebraven una festa, els bolxevics el van atacar al poble de Čeken, prop de Duixanbe, dirigits per Yakov Melkumov; Enver i 25 homes van carregar contra la cavalleria atacant però va morir per trets d'una metralladora. Una altra versió diu que va escapar ferit i va estar quatre dies al poble de Chaghan on fou localitzat per un espia de l'Exèrcit Roig i Melkumov va atacar el poble, morint Enver.
Fou enterrat prop d'Ab-i-Derya. El 1996 les seves restes foren dutes a Turquia.

## Successió
Del seu matrimoni va tenir:
- Princesa Mahpeyker Enver Hanımsultan (1917 - 2000), casada i divorciada amb Fikret Urgup, van tenir un fill.
  - Hasan Urgup, solter sens descendència
- Princesa Turkan Enver Hanımsultan (1919 - 1989), casada amb el príncep Huvayda Mayatepek, ambaixador a Dinamarca, van tenir un fill el 1950
  - Osman Mayatepek, solter i sense fills
- Princesa Sultanzade Kaptan Pasha Ali Enver Beyefendi, casada amb una filla nascuda el 1955
  - Arzu Enver Hanımsultan, soltera i sense fills

La vídua d'Enver es va casar després amb el seu germà Damat Mohammed Kamil Beyefendi (1900 - 1962), i van tenir una filla: 
- Princesa Rana Killigil Hanımsultan, casada, dos fills 
  - Ceyda Eldem
  - Edhem Eldem